# 張培爵墓
張培爵墓位於重慶市榮昌縣昌元鎮公園，文物遺址年代為1934年，1987年1月23日列為重慶市第二批市級文物保護單位初定名單（1983年12月市人民政府公布第一批文物保護單位名單中「張培爵烈士紀念碑」改為「張培爵烈士紀念碑暨墓」）。2000年9月7日列為第一批重慶市文物保護單位。